# Lieg
Lieg är en kommun och ort i Landkreis Cochem-Zell i förbundslandet Rheinland-Pfalz i Tyskland.
Kommunen ingår i kommunalförbundet Verbandsgemeinde Cochem tillsammans med ytterligare 22 kommuner.